# Zazen Produções
Zazen Produções é uma empresa de produção cinematográfica brasileira, fundada em 1997 por Marcos Prado e José Padilha.

## Filmografia
- O Mecanismo (Netflix) (2018)
- Paraísos Artificiais (2012)
- Tropa de Elite 2 (2010)
- Nunca Antes na História Desse País (2009)
- Água (2009)
- 68 Destinos (2009)
- Garapa (2008)
- Tropa de Elite (2007)
- Um Buda (2005)
- Estamira (2004)
- Ônibus 174 (2002)